# فانی (فیلم ۱۹۳۳)
فانی (ایتالیایی: Fanny) یک فیلم کمدی ایتالیایی به کارگردانی ماریو آلمیرانته است که در سال ۱۹۳۳ منتشر شد.

## بازیگران
- دریا پائولا
- مینو دورو
- لامبرتو پیکاسو
- الگا کاپری
- اومبرتو ساکریپانته